# BLUE PERIOD
『BLUE PERIOD』（ブルー・ピリオド）は、山崎まさよしのベスト・アルバム。2005年9月21日発売。発売元はユニバーサルミュージック。

## 解説
- デビュー10周年記念にリリースされた2枚組シングルA面コレクション。最新リマスタリング。
- 「僕と不良と校庭で」と「8月のクリスマス」のあいだに発表されたシングル「僕らは静かに消えていく」「ビー玉望遠鏡」「メヌエット」は、収録が見送られている。
- 本アルバムと同時に、シングルのカップリング曲と未CD化だったレア音源を収録した『OUT OF THE BLUE』もリリースされた。なお、この2作品のベスト発売を機に、「僕と不良と校庭で」まで計16枚のシングル盤は生産終了となっている。

## 収録曲
- 全曲作詞・作曲: 山崎将義

| Disc 1 |                                                                                             |          |                                |
|        | 曲名                                                                                        | 演奏時間 | 編曲                           |
| 1      | 月明かりに照らされて                                                                        | 4:42     | 山崎将義・中村キタロー         |
| 1      | セゾンカードインターナショナル TV-CFソング                                                  |          |                                |
| 2      | 中華料理                                                                                    | 4:04     | 山崎将義・中村キタロー         |
| 3      | セロリ                                                                                      | 4:14     | 山崎将義・中村キタロー         |
| 3      | CX系 『気らくに行こう』 ED曲                                                                |          |                                |
| 4      | One more time, One more chance                                                              | 5:32     | 森俊之                         |
| 4      | 映画 『月とキャベツ』・ 『秒速5センチメートル』 主題歌、 TX系 『タワーカウントダウン』 OP曲 |          |                                |
| 5      | アドレナリン                                                                                | 3:47     | 山崎将義・萩原健太             |
| 5      | 株式会社イシダ CMソング、YTV系 『どっちの料理ショー』 ED曲                                  |          |                                |
| 6      | 振り向かない                                                                                | 4:49     | 山崎将義・中村キタロー・森俊之 |
| 6      | TBS系 「世界ウルルン滞在記」 ED曲                                                           |          |                                |
| 7      | ガムシャラ バタフライ                                                                       | 2:47     | 山崎将義・中村キタロー         |
| 7      | 日産自動車 「パルサー」 CM曲                                                                |          |                                |
| 8      | 水のない水槽                                                                                | 4:13     | 山崎将義・中村キタロー         |
| 8      | TBS系 COUNT DOWN TV OP曲                                                                    |          |                                |
| 9      | 僕はここにいる                                                                              | 4:20     | 山崎将義・中村キタロー・森英治 |
| 9      | YTV・NTV系ドラマ 『奇跡の人』 主題歌                                                        |          |                                |
| Disc 2 |                                                                                             |          |                                |
|        | 曲名                                                                                        | 演奏時間 | 編曲                           |
| 1      | Passage                                                                                     | 4:28     | 山崎将義                       |
| 2      | やわらかい月 （Single Version）                                                             | 3:51     | 山崎将義                       |
| 2      | NHK水曜ドラマの花束 『ただいま』 主題歌                                                     |          |                                |
| 3      | 明日の風                                                                                    | 4:54     | 山崎将義                       |
| 3      | Maxell 「ONE DISC, ONE HEART,」 キャンペーン曲                                              |          |                                |
| 4      | Plastic Soul                                                                                | 4:22     | 山崎将義                       |
| 5      | 心拍数 （Live）                                                                             | 4:44     | 山崎将義                       |
| 5      | 通常盤のほか、全国9つの地域別盤もリリースされている。                                       |          |                                |
| 6      | 全部、君だった。                                                                            | 5:18     | 山崎将義                       |
| 7      | 未完成                                                                                      | 4:55     | 山崎将義                       |
| 8      | 僕と不良と校庭で                                                                            | 4:04     | 山崎将義                       |
| 8      | 日本テレコム 「超える」 キャンペーン曲                                                      |          |                                |
| 9      | 8月のクリスマス                                                                             | 4:22     | 山崎将義                       |
| 9      | 主演映画 『8月のクリスマス』 主題歌                                                         |          |                                |

## 2008年盤
- 2008年12月10日に、シングル「Heart of Winter」と同時発売で、本作品未収録分のシングル「僕らは静かに消えていく」「ビー玉望遠鏡」「メヌエット」「アンジェラ」が追加収録されたリニューアル盤が、3ヶ月限定で発売された。「アンジェラ」を除く計3曲は、アルバム『ADDRESS』（2006年6月28日発売）では全て別ミックス・別バージョンで収録されているため、シングル・バージョンは初のアルバム収録となる。
- ほか、CDに収録された全22曲中、PV製作がされていない「ガムシャラ バタフライ」を除いた21曲分のミュージック・ビデオが収録されたDVDがコンパイルされ、合わせて2CD+2DVDの計4ディスクが2DWケース&3方背ボックスに収められている。
- 同時発売で、1996年から2006年の間に発売されたオリジナルのスタジオ・アルバム（ミニ・アルバム含む）全9作品が再リリースされた。

### 収録曲
Disc 1
1. 月明かりに照らされて
2. 中華料理
3. セロリ
4. One more time, One more chance
5. アドレナリン
6. 振り向かない
7. ガムシャラ バタフライ
8. 水のない水槽
9. 僕はここにいる
10. Passage
11. やわらかい月 (single version)

Disc 2
1. 明日の風
2. Plastic Soul (single mix)
3. 心拍数
4. 全部、君だった。
5. 未完成
6. 僕と不良と校庭で
7. 僕らは静かに消えていく
8. ビー玉望遠鏡
9. メヌエット
10. 8月のクリスマス
11. アンジェラ